# فوگل ۱۱۷۶۲
سیارک ۱۱۷۶۲ (به انگلیسی: 11762 Vogel، نامگذاری:6044P-L) یازده هزار و هفتصد و شصت و دومین سیارک کشف شده‌است که در ۲۴ سپتامبر ۱۹۶۰ کشف شد.